# 羅彩燕
羅彩燕（葡萄牙語：Lo Choi In，1969年9月—）是一位澳門銀行業從業員與政治人物，擁有管理學碩士與公共行政管理學士學歷。她於2021年代表澳粵同盟名單首次當選澳門立法會直選議員，任期至今。任內積極參與經濟、民生、金融與跨境商務政策，並長期擔任多項社團與諮詢機構職務，包括澳粵經濟發展促進會會長、澳門江門婦女會會長與遼寧省大連政協委員等。

## 經歷
羅彩燕出生於1969年，擁有管理學碩士及公共行政管理學士學位。長期從事金融服務業，曾任職中國工商銀行（澳門），現為該行零售業務總監。
她活躍於澳門工商與婦女社團，先後擔任澳門經濟民生聯盟副主席、澳粵經濟發展促進會會長、澳門江門婦女會會長、粵港澳青年優秀協會會長、澳門中國企業協會常務理事等職，並曾多次參與澳門特區與內地政協事務，現為遼寧省大連政協委員。
2021年，羅彩燕代表「澳粵同盟」參與第七屆澳門立法會直選，成功當選議員。任內關注金融服務、跨境商務、婦女與家庭、公共行政效率等議題，並於會期中就現金分享政策延續、道路工程重覆施工、行政審批流程簡化等提出質詢或建議。